# لباس کار دوبنده

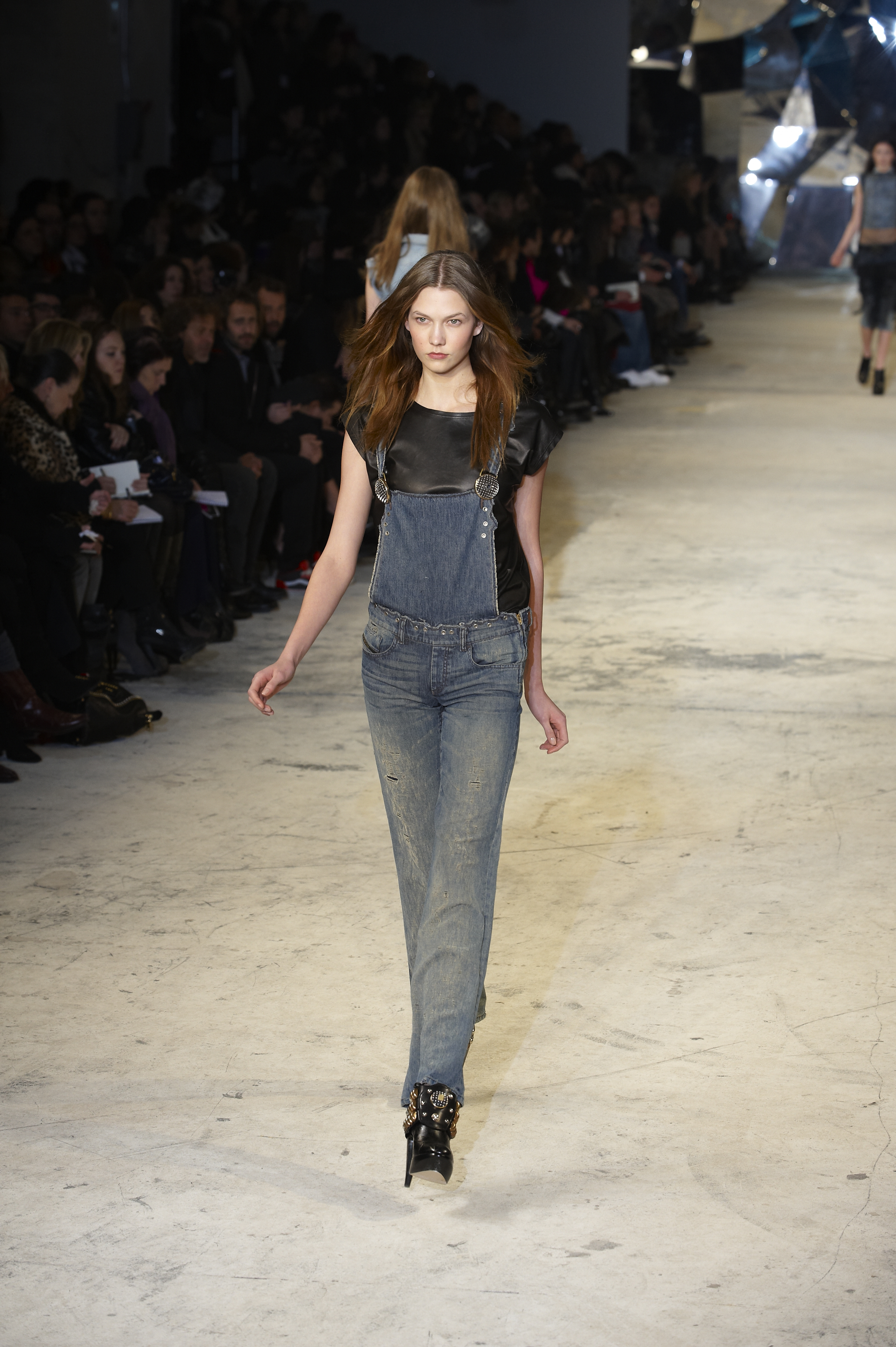
نمایش شلوار کار در شو پوشاک مُد

لباس کار دوبنده یا لباس کار بنددار، یک نوع پوشاک یک‌پارچه است که قسمت‌هایی از سینه در بالاتنه و بیشترِ پایین‌تنه را پوشش می‌دهد و بیشتر در کارخانه‌ها، کارگاه‌های ساختمان‌سازی و عمران، مزارع کشاورزی، تکنسین‌های نصب و تعمیرات و تعمیرگاه‌های خودرو استفاده می‌شود.
این مدل لباس به دلیل یکسره بودن برای استفاده در موارد بالا شامل ایمنی لازم می‌باشد. و در طرح‌های مختلف و با پارچه‌های مختلف مانند جین، کتان، پلی استر پنبه و فلامنت کج راه تولید شده و در ایران توسط شرکت‌های مختلف ارائه می‌شود.
لباس کار بنددار را هم مردان می‌پوشند و هم زنان و در قرن ۲۱، این پوشاک به پوشاک مُدِ نیز تبدیل شده است.

## نام‌های دیگر
این پوشاک در ایران با این نام‌ها نیز شناخته می‌شود:
- شلوار پیش‌بندی
- دوبنده رکابی

- لباس کار یک‌سره (یا دوبنده)

## تاریخچه
تاریخ دقیق شروع استفاده از این پوشش‌ها توسط بشر نامشخص است؛ بااین‌حال، کاربردِ آن در بعضی متون حاکی‌ست که در اوایل سال ۱۷۷۶ به‌عنوان یک پوشش محافظ استفاده می‌شده و معمولاً توسط بردگان پوشیده می‌شده است.
در قرن بیست و یکم، سرهمی‌ها به لباس‌های مد روز تبدیل شده‌اند. طراحانی مانند استلا مک کارتنی آن‌ها را در مجموعه‌های آماده به پوشیدن برای مردان، زنان و کودکان قرار می‌دهند. سرهمی‌های بچه‌گانه مک کارتنی در ایالات متحده تا ۱۳۸ دلار آمریکا فروخته می‌شوند.